# スター効果

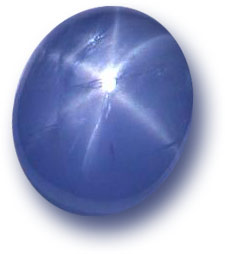
スターサファイア（スター効果が現れているサファイア）。6条の光の筋が見える。

スター効果（スターこうか、英: asterism）は、宝石に見られる光の効果のひとつ。「アステリズム効果」、「星彩効果（せいさいこうか）」ともいう。スター効果は特定の宝石を定まった方法でカットしないと現れない。

## 方法
スター効果を得るためには、まず、2方向から3方向の平行に並んだ金紅石（ルチル）という針状結晶のインクルージョンを持つ宝石を用意しなければならない。次に宝石を半球形のカボション・カットに加工する。このとき底面がインクルージョンの伸びる方向に平行になるようにカットすると、半球形の表面がレンズの働きをして、石に入ってきた光がルチルに反射して焦点を結ぶようになり、光の筋が発生する。これを「スター効果」と呼ぶ。2方向のルチルが交差していると4条のスター効果を示す。3方向の時には6条、4方向の時には12条のスター効果が現れる。
スター効果を見せやすい宝石はルビーとサファイアで、ローズクォーツ、スピネル、ガーネットなどにも現れることがある。スピネルとガーネットの場合、インクルージョンは輝石や角閃石で、十字架の形のスターが出現する。ルビーとサファイアの原料である酸化アルミニウムと色の元の元素と共に、ルチルの成分の酸化チタン(IV)を加えるとスタールビー及びスターサファイアを合成できる。